# Productivité (linguistique)
En linguistique, la productivité est l'action, par un locuteur natif, « de produire de nouvelles expressions nominales, adjectivales et autres, expressions qui ne se sont pas encore rencontrées dans les phrases réalisées ». Plus un processus grammatical favorise la lexicalisation, c'est-à-dire la formation de nouveaux mots qui seront ajoutés au lexique d'une langue, plus il est productif. 

## Exemple en français
Le préfixe « més- » ou « mé- », que l'on retrouve dans mésestimer, médire ou mépris était autrefois productif en français, mais ne l'est plus aujourd'hui. Un néologisme comme méfaire n'est donc pas perçu comme correct par un locuteur actuel du français. À l'inverse, des préfixes comme « dé- », « re- » ou « mal- » sont toujours productifs, d'où par exemple défaire ou malaise. 